# Reserva Comunal Chayu Nain
Die Reserva Comunal Chayu Nain ist ein Schutzgebiet von kommunalem Rang in Nord-Peru in der Region Amazonas. Das Schutzgebiet wurde am 9. Dezember 2009 eingerichtet. Verwaltet wird es von der staatlichen Naturschutz-Agentur Servicio Nacional de Areas Naturales Protegidas por el Estado (SERNANP). Das Areal besitzt eine Größe von 235,98 km². Es dient der Erhaltung des tropischen Nebelwaldes und damit einem Ökosystem bedrohter Pflanzen- und Tierarten. Es wird in der IUCN-Kategorie VI als ein Schutzgebiet geführt, dessen Management der nachhaltigen Nutzung natürlicher Ökosysteme und Lebensräume dient.

## Lage
Das Schutzgebiet erstreckt sich über einen Abschnitt der peruanischen Zentralkordillere etwa 35 km nordöstlich der Stadt Bagua Grande. Es umfasst Teile der Distrikte Aramango und Imaza in der Provinz Bagua sowie Cajaruro in der Provinz Utcubamba. Der Nordteil des Schutzgebietes umfasst das Quellgebiet der Quebrada Shushunga. Im Süden wird das Gebiet vom Oberlauf der Quebrada Cangasa begrenzt, die den Südteil des Gebietes entwässert. Die höchste Erhebung erreicht eine Höhe von etwa 3560 m. Die tiefsten Punkte liegen an den Flüssen Quebrada Cangasa und Quebrada Shushunga, beides Nebenflüsse des Río Chiriaco, auf Höhen von 900 m und 700 m. Im Süden grenzt die Reserva Comunal Chayu Nain an das Santuario Nacional Cordillera de Colán.

## Ökosystem
Im Schutzgebiet lebt der Weißstirnklammeraffe (Ateles belzebuth), der Brillenbär (Tremarctos ornatus) und der Bergtapir (Tapirus pinchaque). Außerdem kommt die endemische Anden-Opossummaus (Caenolestes condorensis) in dem Gebiet vor. Zu den mehr als 150 erfassten Vogelarten gehört der Salvinhokko (Mitu salvini), der Tüpfelpapagei (Touit stictopterus), der Pinselsittich (Leptosittaca branickii), der Parkerzwergkauz (Glaucidium parkeri), der Napodegenflügel (Campylopterus villaviscensio), der Schwarzweißschwanz-Kolibri (Phlogophilus hemileucurus), der Brustflecksegler (Cypseloides lemosi), der Andendunkeltyrann (Knipolegus signatus) und die Braunbrust-Würgertangare (Lanio fulvus).

## Bilder von im Schutzgebiet vorkommenden Tieren

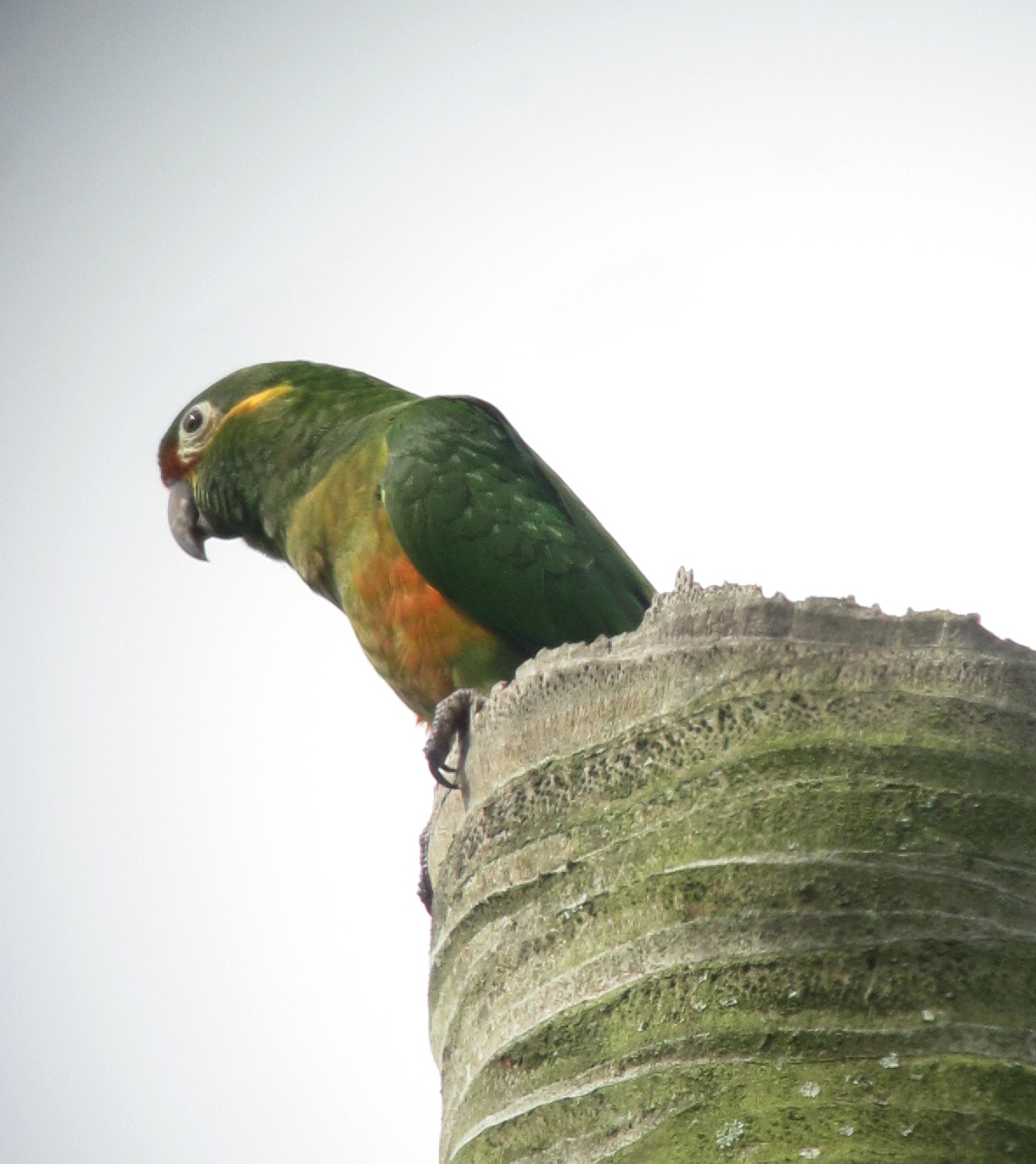
Tüpfelpapagei (Touit stictopterus)
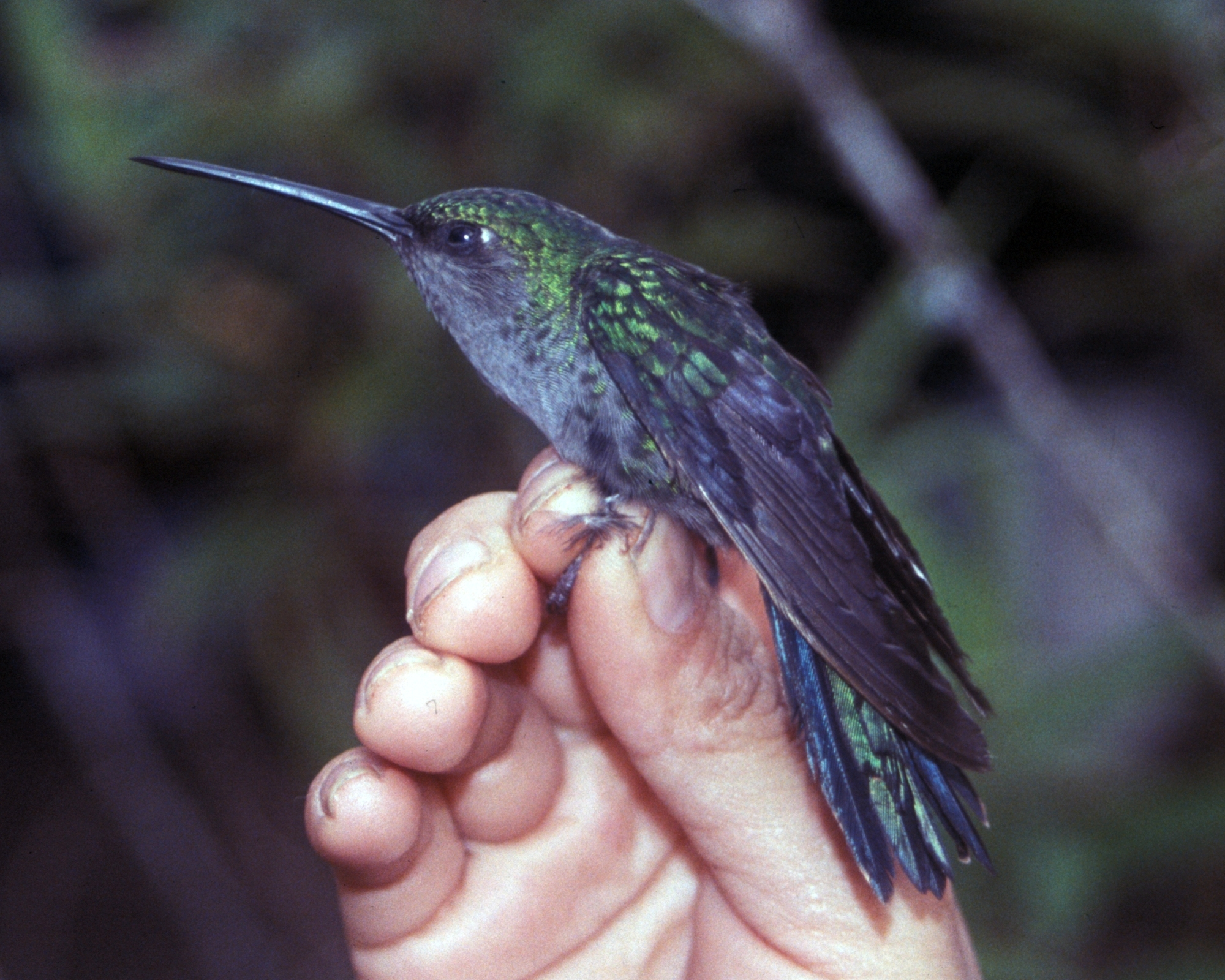
Napodegenflügel (Campylopterus villaviscensio)
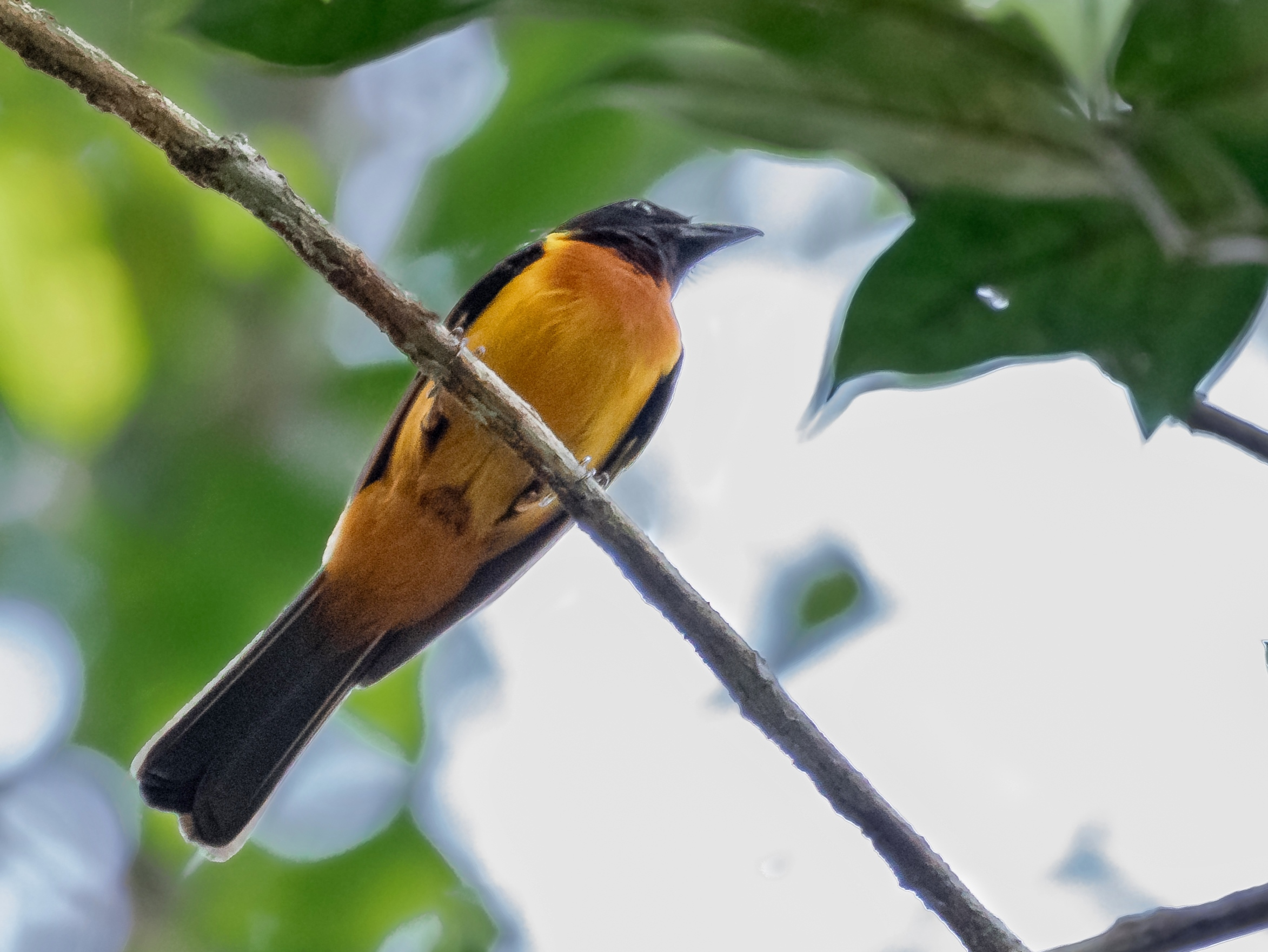
Braunbrust-Würgertangare (Lanio fulvus)